# Craniotomia

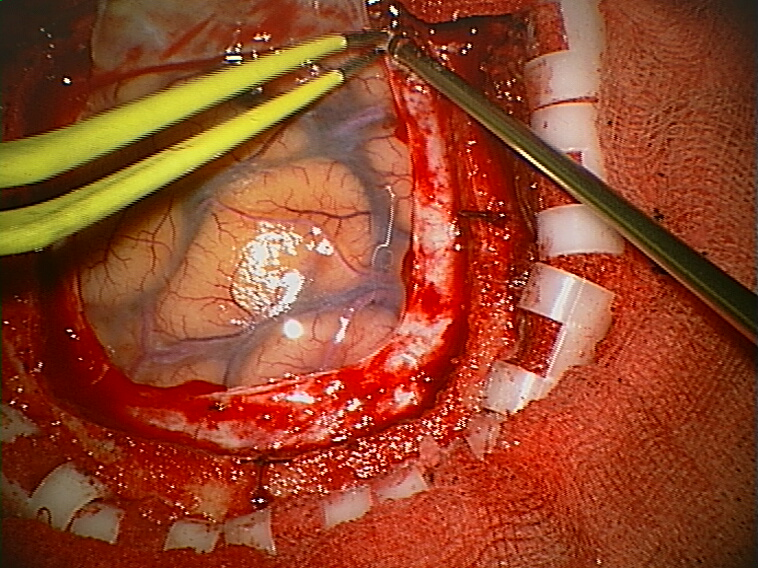
Uma craniotomia sendo realizada

Craniotomia é uma operação cirúrgica em que um retalho ósseo é temporariamente removido do crânio para acessar o cérebro. Craniotomia é uma operação crítica realizada em pacientes que sofrem de lesões cerebrais ou traumatismo cranioencefálico Craniotomia se distingue da craniectomia (em que o retalho ósseo do crânio não é reposto imediatamente, permitindo o cérebro inchar, reduzindo assim a pressão intracraniana) e de trepanação, a criação de um orifício através do crânio para acessar a dura-máter. O tamanho e localização das craniotomias variam de acordo com o objetivo e estrutura a ser abordada. As craniotomias de pacientes vítimas de traumas crânio-encefálico, por exemplo,variam com o tamanho do hematoma a ser drenado e a necessidade de descompressão do tecido cerebral - variam de trepanações únicas para hematomas localizados até as ditas craniotomias descompressivas para tumefações cerebrais difusas.Atualmente, vêm sendo empregadas craniotomias pequenas para algumas lesões profundas (como tumores) e cirurgias de aneurisma cerebral ("Key-hole surgery").Normalmente as pessoas que se submetem a algum tipo de cirurgia invasiva cerebral, por se tratar de uma região com muita vascularização e comprometimento terciário, acaba tendo sequelas, sejam elas de primeira ou segunda ordem.
A craniotomia é realizada a partir da abertura do crânio onde permite o acesso às estruturas abaixo do crânio onde é permitido realizar a retirada de um tumor cerebral ou um coagulo sanguíneo o que resulta na recuperação do tecido cerebral ou de vasos sanguíneos e interrupção de um sangramento intracraniano.
São realizados exames pré operatórios antes da cirurgia para certificar de que o paciente esteja em condições de cirurgia e avaliação de seu estado, testes que incluem uma "TC" (tomografia computadorizada) que avalia a calota craniana e possíveis problemas no Sistema Nervoso Central, um Eco Doppler para qualificar mudanças da pressão intracraniana, constatar êmbolos de sangue, liquido e outros, Ressonância magnética que calcula o parênquima encefálico com imagens de melhor qualidade, sem contar de exames de sangue para certificar que o paciente resista a cirurgia.
Não apenas exames pré operatórios, são realizados exames pós operatórios são feitos para garantir que o individuo não tenha futuros problemas. Dentre eles temos: Ressonância magnética, 24 horas de monitoração, eletro cardiograma, exames de sangue.
Em geral a craniotomia é uma cirurgia rotineira e fácil, com riscos pequenos de problemas pós operatórios, e contando com o avanço medicinal, tem começado a realização de cirurgias de craniotomia com o paciente consciente, que é realizada para problemas que se situam em uma parte do cérebro que compromete a fala por exemplo, e para garantir que o enfermo não perca sua habilidade de falar.

A craniotomia assim como qualquer cirurgia, tem seus riscos. Os riscos mais abrangentes incluem sangramento cerebral, infecção, coágulos sanquíneos e reações anestésicas.